# Dervish

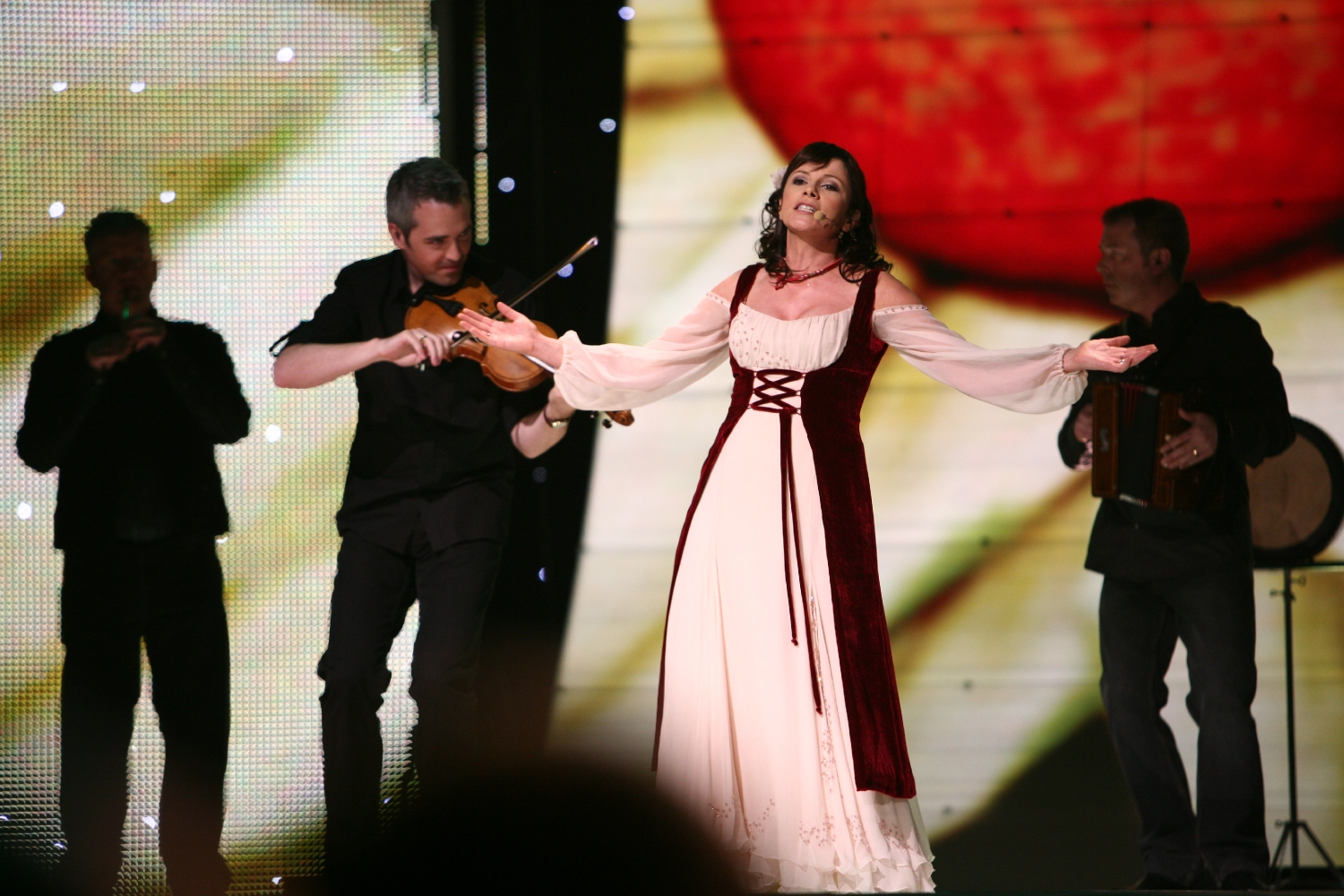
A Dervish az Eurovíziós Dalfesztiválon, 2007

A Dervish egy tradicionális ír népzenét játszó ír együttes. 1989-ben Sligóban alakultak meg. Ők képviselték Írországot a 2007-es Eurovíziós Dalfesztiválon Helsinkiben, ahol 5 pontot szerezve az utolsó, 24. helyen végeztek a They Can't Stop The Spring című dalukkal.

## Tagok
- Cathy Jordan – ének, bodhran
- Brian McDonagh – mandolin
- Liam Kelly – fuvola
- Tom Morrow – hegedű
- Shane Mitchell – harmonika
- Michael Holmes – buzuki

## Diszkográfia
- The Boys Of Sligo (1989)
- Harmony Hill (1993)
- Playing With Fire (1995)
- End Of The Day (1996)
- Live In Palma (1997)
- Midsummer Nights (1999)
- Decade (2001)
- Spirit (2003)
- A Healing Heart (2005)
- Travelling show (2007)